# Wulfenia
Wulfenia Jacq., 1781 è un genere di piante della famiglia delle Plantaginacee.
Il nome del genere è un omaggio al gesuita austriaco Franz Xaver von Wulfen (1728–1805), botanico, zoologo, mineralogista e alpinista.

## Tassonomia
Il genere comprende le seguenti specie:
- Wulfenia baldaccii Degen
- Wulfenia carinthiaca Jacq.
- Wulfenia glanduligera (Hub.-Mor.) Surina
- Wulfenia orientalis Boiss.